# Wellington (ur. 1988)
Wellington, właśc. Wellington Luís de Sousa (ur. 11 lutego 1988 w São Paulo) – brazylijski piłkarz grający na pozycji napastnika w klubie Avispa Fukuoka.